# Lancia Superjolly
El Lancia Superjolly es un vehículo comercial ligero fabricado por Lancia Veicoli Industriali y derivado del automóvil de turismo Lancia Flavia. Fue lanzado al mercado en la primavera de 1964 y comercializado hasta 1970, en sustitución del modelo Lancia Jolly.

## Características principales
Motor de 4 cilindros en Boxer frontal, con 1.500 cm³ de cilindrada. Estaba disponible con una variedad de carrocerías; furgoneta, pickup, ambulancia y autobús. La versión furgoneta estaba disponible con dos puertas de acceso, más una puerta del lado del pasajero y otra puerta trasera de acceso a la zona de carga, suspensión independiente en cada rueda delantera y una suspensión trasera de eje rígido. Tiene transmisión con tracción a las ruedas traseras, caja de cambios de 5 velocidades y marcha atrás.